# مارگارتا پوگونات
مارگارتا پوگونات (رومانیایی: Margareta Pogonat؛ ‏ ۶ مارس ۱۹۳۳ – ۱۱ مهٔ ۲۰۱۴) بازیگر اهل رومانی بود.
از فیلم‌ها یا برنامه‌های تلویزیونی که وی در آن نقش داشته است، می‌توان به پاپ ژوان، لحظه و مارگو اشاره کرد.